# Bonanza (Idaho)

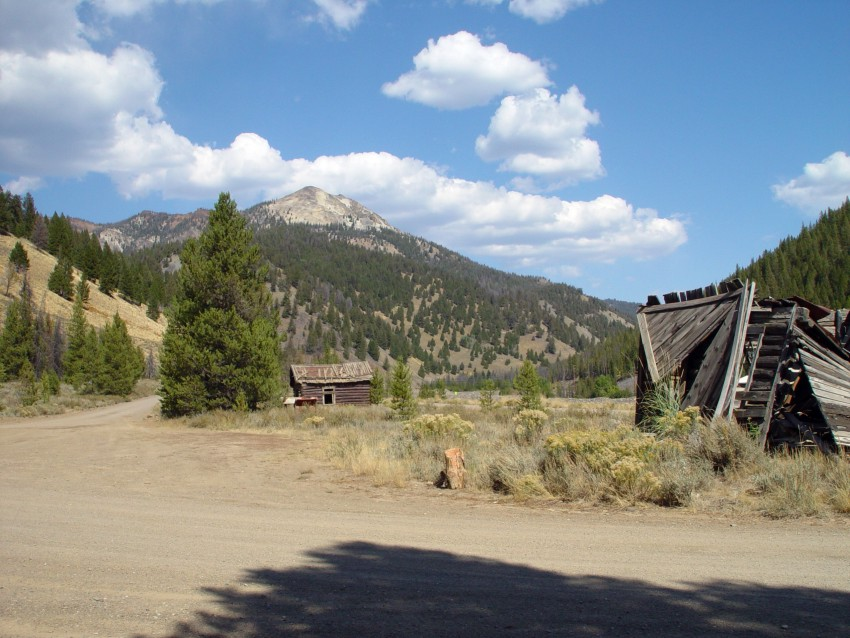
Bonanza (2008)

Bonanza (spanisch ‚Reichtum‘) ist eine Ortslage im Custer County, Idaho und liegt am Yankee Fork Salmon River im Salmon-Challis National Forest. Die ehemalige Goldgräberstadt ist heute nicht mehr bewohnt.
Nach den Goldfunden im Yankee-Fork-Tal entstand 1877 die Siedlung Bonanza. Obwohl es in der Stadt keine Bergwerke gab, entwickelte die Stadt sich schnell, schon 1881 lebten etwa 600 Menschen in Bonanza. Zu dieser Zeit gab es in Bonanza ein Postamt, eine eigene Zeitung, eine Schule, ein Hotel sowie mehrere Geschäfte, Restaurant, Saloons und Freizeitangebote. Nach zwei Feuern in den Jahren 1889 und 1897 siedelten viele Menschen ins nahe Custer über. Nachdem der Goldbergbau in der Region im frühen 20. Jahrhundert zum Erliegen kam, wurde Bonanza zur Geisterstadt.
Heute gibt es in Bonanza neben den Ruinen der Goldgräberzeit noch den alten Friedhof und die 1934 in der Nähe vom Civilian Conservation Corps gebaute Station der Forstverwaltung.